# Bernd Mumm von Schwarzenstein
Bernd Mumm von Schwarzenstein (* 30. Januar 1901 in Frankfurt am Main; † 20. Dezember 1981 in München) war ein deutscher Diplomat.

## Leben

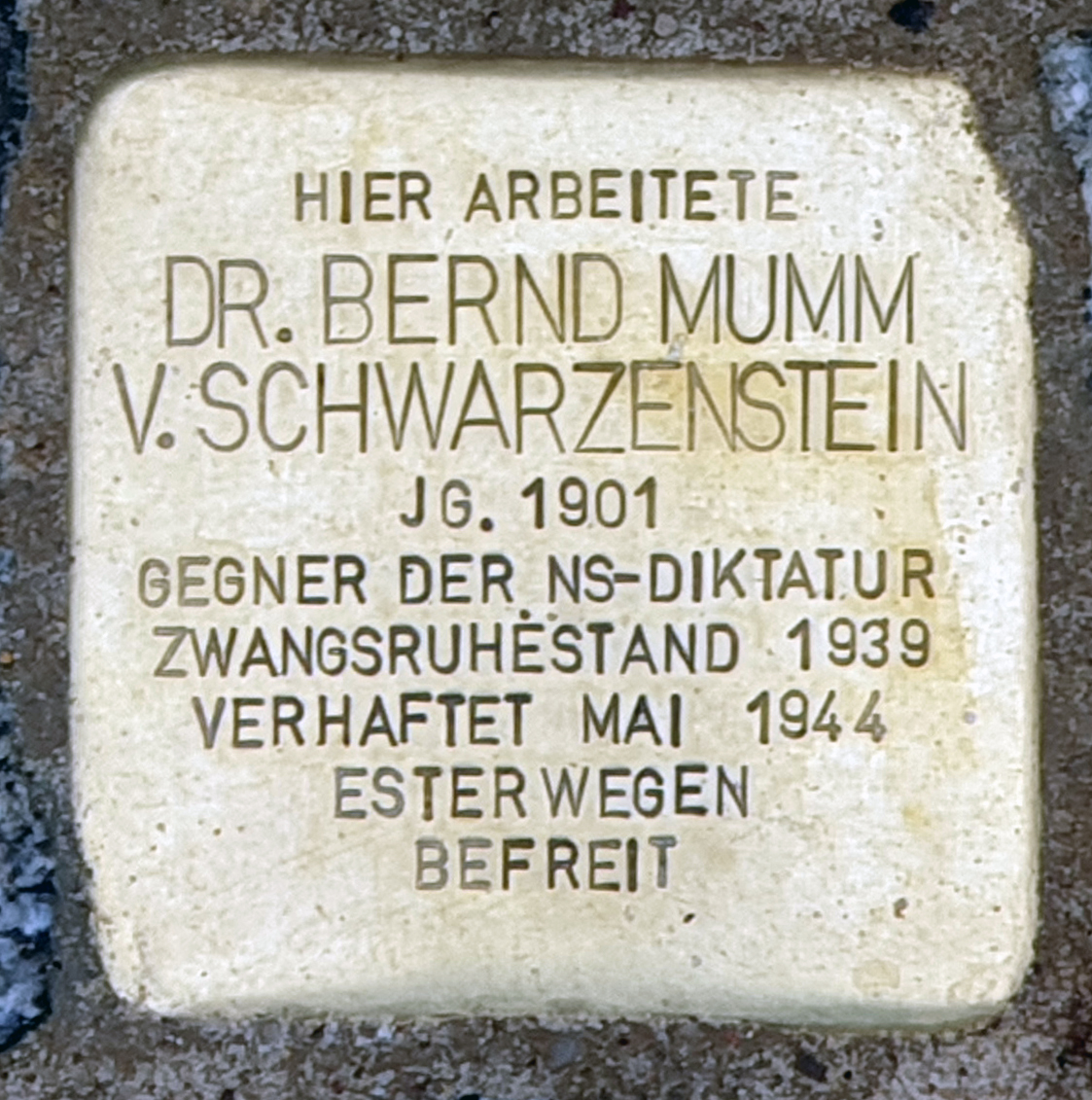
Stolperstein am Haus, Wilhelmstraße 92, in Berlin-Mitte

Mumm von Schwarzenstein war der zweite Sohn von Alfred Mumm von Schwarzenstein (1874–1935) und Martha Mumm von Schwarzenstein geb. Delius (1875–1938). Nach dem Gymnasium studierte er Rechtswissenschaften in Bonn, München und Heidelberg, wo er 1923 zum Dr. jur. promoviert wurde. Seit 1919 war er Mitglied des Corps Palatia Bonn. Mumm von Schwarzenstein machte eine technische und bankkaufmännische Ausbildung in Unternehmen der Familie (u. a. Tuchfabrik C. Delius) und war in der Textilindustrie tätig.
Am 21. April 1928 trat er in den diplomatischen Dienst Deutschlands ein. Die diplomatisch-konsularische Prüfung legte er am 27. Februar 1931 ab. Nach Einsätzen in Brüssel, Madrid und u. a. in verschiedenen Abteilungen des Auswärtigen Amtes in Berlin wurde er am 30. Juni 1939 aus politischen Gründen aus dem Dienst des Auswärtigen Amtes entlassen. Mumm wurde mehrfach denunziert, bei der Gestapo wegen seiner regimekritischen Haltung angezeigt und schließlich im Mai 1944 wegen Wehrkraftzersetzung zu fünf Jahren Zuchthaus verurteilt. Sein Bruder Herbert Mumm von Schwarzenstein war bereits 1935 aus dem Auswärtigen Amt entfernt worden, 1942 verhaftet und noch im April 1945 wegen Hochverrats im Zuchthaus in Brandenburg an der Havel erschossen worden.
Nach dem Krieg wurde Mumm aus dem Zuchthaus Esterwegen von kanadischen Truppen befreit, die ihn aber als NS-Diplomaten erneut für eine Zeit internierten. Nach der Zeit im Konzentrationslager war er ab 1946 als Treuhänder und Direktor der Mechanischen Bindfadenfabrik Felten & Guilleaume, Schretzheim/Dillingen tätig. Am 31. März 1952 erhielt er den Wiedergutmachungsbescheid gemäß Gesetz zur Regelung der Wiedergutmachung nationalsozialistischen Unrechts für Angehörige des öffentlichen Dienstes. Am 11. Juni 1952 kehrte er in den Auswärtigen Dienst zurück und wurde zunächst der Gesandtschaft in San Salvador zugeteilt. Am 1. Dezember 1952 wurde er Leiter der Zweigstelle der Gesandtschaft für Mittelamerika in San José de Costa Rica. Am 5. März 1955 wurde er Botschafter in San Salvador. Im Januar 1960 wurde er Botschafter in Luxemburg. Als Ministerialdirigent übernahm er am 16. September 1963 als erster deutscher Diplomat in Polen nach dem Zweiten Weltkrieg die Leitung der Handelsvertretung der Bundesrepublik Deutschland in Warschau, eine Botschaft gab es zu der Zeit nicht.
Am 22. Dezember 1965 wurde er in den Ruhestand versetzt und lebte anschließend in München. Beerdigt wurde er auf dem Städt. Neuen Friedhof in Dillingen-Schretzheim.

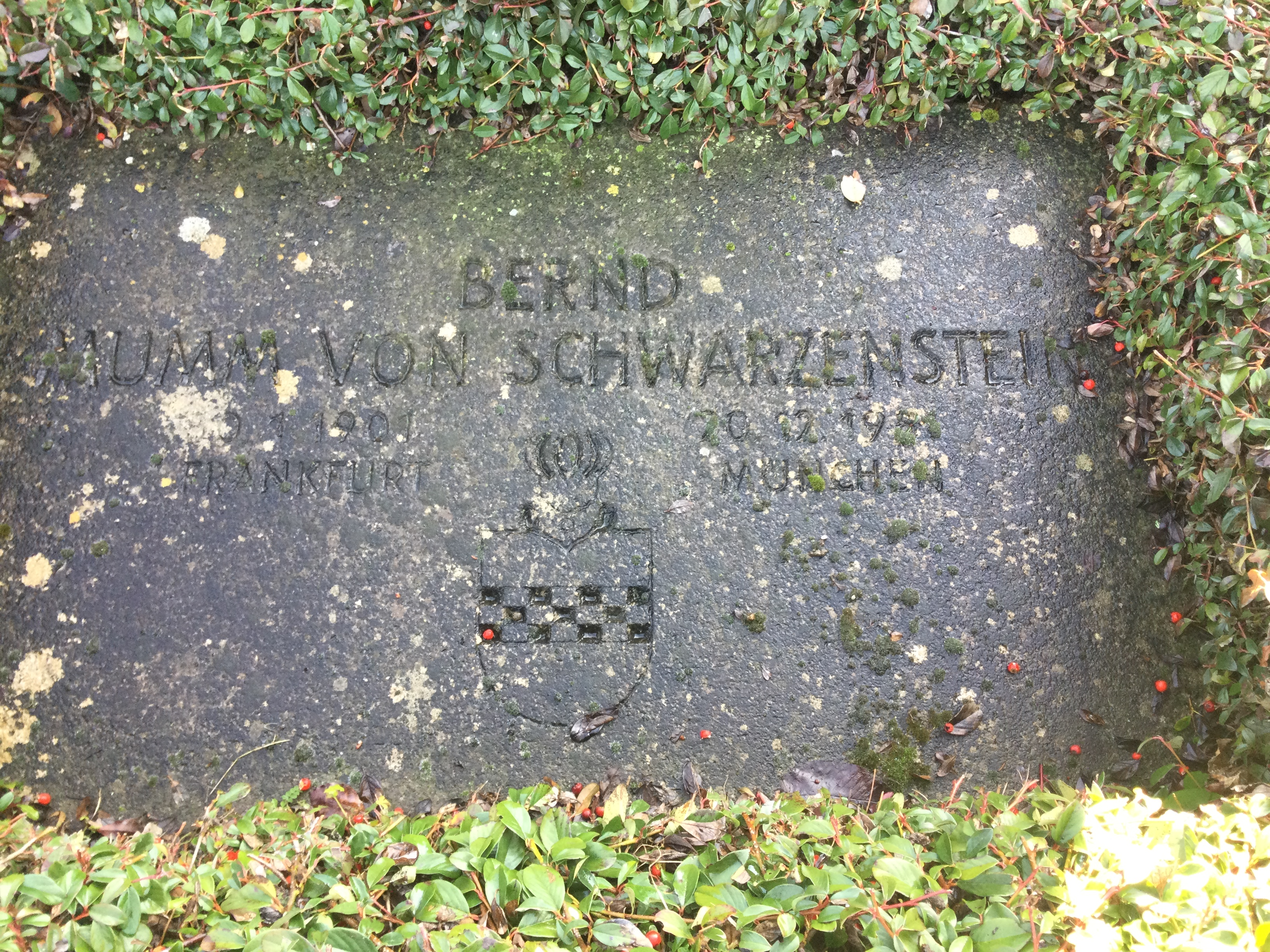
Grabstätte auf dem Städt. Neuen Friedhof in Dillingen-Schretzheim

Mumm war zwischen 1948 und 1965 mit Viktoria geb. Freiin Praetorius von Richthofen (1914–2002), Tochter des Diplomaten Freiherr Hartmann von Richthofen, verheiratet. Sie haben eine gemeinsame Tochter, Marie Luise Mumm von Schwarzenstein (geb. 1949) und zwei Enkelkinder – Dorothee Gräfin von Posadowsky-Wehner (geb. 1971) und Ariane Gräfin von Posadowsky-Wehner (verh. von Strantz, geb. 1972). Bernd Mumm von Schwarzenstein war Stiefvater des ehemaligen Präsidenten des Deutschen Sportbundes, Manfred Freiherr von Richthofen (1934–2014) und Hartmann Freiherr von Richthofen, Kinder von Viktoria Baronin von Richthofen aus erster Ehe.
Am 5. November 2021 wurde vor dem ehemaligen deutschen Außenministerium, Berlin-Mitte, Wilhelmstraße 92, ein Stolperstein für ihn verlegt.